# 三合會之戰
《三合會之戰》是一款由United Front Games和史克威尔艾尼克斯倫敦工作室共同開發、史克威尔艾尼克斯發行的開放世界動作冒險遊戲，為《香港秘密警察》的多人模式，讓玩家扮演遊戲中出場的黑幫勢力，來搶奪地盤。
2013年10月7日，遊戲開發商United Front Games確認他們正在開發一款名為《三合會之戰》的遊戲，這款遊戲將會基于《香港秘密警察》开发。開發商確定本作將由史克威尔艾尼克斯發行，2014年9月正式对外公佈。United Front Games稱三合會之戰是“我們一直想做的一件作品。”2015年初开始运营，但在2016年1月20日，该游戏终止运营。。

## 外部連結
- 官方网站（英文）